# Tami Bradley
Tami Bradley (Vancouver, 4 de julio de 1970) es una deportista canadiense que compitió en esquí acrobático. Ganó una medalla de bronce en el Campeonato Mundial de Esquí Acrobático de 2001, en la prueba de baches en paralelo.

## Medallero internacional
| Campeonato Mundial | Campeonato Mundial | Campeonato Mundial | Campeonato Mundial |
| Año                | Lugar              | Medalla            | Competición        |
| ------------------ | ------------------ | ------------------ | ------------------ |
| 2001               | Whistler (Canadá)  | Medalla de bronce  | Baches en paralelo |